# Cárcel de Chonchocoro
La Cárcel de Chonchocoro, nombre popular del Centro Penitenciario San Pedro de Chonchocoro, es un centro penitenciario boliviano ubicado en el municipio de Viacha, en el departamento de La Paz. Es conocido localmente por ser el único recinto penitenciario boliviano categorizado como de máxima seguridad. Fue inaugurado en 1992.

## Historia
Inaugurado en 1992 durante el gobierno de Jaime Paz Zamora, se anunció su capacidad como apta para 330 reos, en 2023 se registraban más de 600 y muchas de las áreas destinadas a la rehabilitación y desarrollo de tareas de los reos se habían transformado de forma precaria en nuevas celdas.
El lugar donde se construyó la prisión corresponde a la antigua hacienda Chonchocoro, de donde la cárcel adoptó su nombre y cuya extensión es de 235 hectáreas. Esta hacienda fue una de las más antiguas registradas en la región, se conoce que el primer propietario fue el capitán español Íñigo de Orueta y Aguilar, oriundo de Vizcaya, quien tomó posesión de la misma en la década de 1640. La hacienda fue heredada por su hijo Miguel de Orueta y Hermúa, éste legó la propiedad a su hija María Josefa Orueta y Diez de Medina como parte de su dote al casarse con el español Juan de Roxas y Balladares. María Josefa dejó la propiedad en herencia a su hija María Josefa Eulalia de Roxas y Orueta, al fallecer ésta, su hijo Carlos Mariano Bilbao la Vieja resultó ser heredero de la hacienda en el año 1783. Carlos Mariano murió sin herederos y las tierras pasaron a su viuda Francisca del Llano, ésta se casó con el coronel español Protasio Armentia pero ninguno de los hijos que tuvieron llegaron a sobrevivir a la rebelión que masacró a españoles y criollos en septiembre de 1814. Finalmente Francisca falleció en 1823 y le dejó la hacienda a su sobrino Dámaso Bilbao la Vieja, uno de los primeros generales de Bolivia.
La hacienda de Chonchocoro fue ocupada por el general peruano Agustín Gamarra durante su incursión militar en 1841 que acabaría con su derrota en la Batalla de Ingavi, posteriormente el 1899 durante la Guerra Federal Boliviana el ejército del presidente Severo Fernández Alonso Caballero también ocupó la propiedad.
A principios del siglo XX, los propietarios fueron Ricardo Agramonte Mendoza, descendiente de Alonso de Mendoza, y María Luisa Moraleda, ambos dejaron la hacienda a su única hija Rosa Isabel Agramonte Moraleda. Se conoce que Rosa pasó gran parte de su vida en París y dejó la administración de sus propiedades a su esposo Jorge Cusicanqui Larrea, luego de la revolución de 1952 la hacienda fue reducida a 235 hectáreas y dejó de ser un importante centro agrícola. El estilo de vida de Rosa Agramonte se vio afectado por la reforma agraria, además se sospechaba que fuese simpatizante nazi durante la Segunda Guerra Mundial y tuvo que abandonar el continente europeo. No llegó a tener descendencia y a su muerte en 1969 dejó una fortuna de más de 9 millones de pesos, el gobierno del presidente Alfredo Ovando Candía emitió un decreto por el cual el Estado se encargaría de administrar los bienes de la fallecida a pesar de existir un testamento a favor del francés Louis Alexander Dufraisse, antiguo secretario de Rosa Agramonte durante su estancia en Europa.
En la década de 1970 la hacienda ya funcionaba como parte de las instalaciones militares del regimiento de Viacha, según denuncias de varios aprehendidos el lugar fue utilizado como centro de detención y tortura durante la dictadura de Hugo Banzer.

### Hitos relevantes
- En 1993 se registró un amotinamiento, que incluyó la toma de rehenes.[9]
- En 1995 llegó el ex dictador Luis García Meza condenado a 30 años de prisión, la máxima pena en Bolivia, tras ser extraditado desde Brasil.

## Problemas
El recinto ha sido criticado en numerosas ocasiones por los problemas de hacinamiento, distribución cuestionable de espacios, establecimiento de "categorías y clases" con diferentes niveles de privilegios entre los reos, establecimiento de redes de crimen organizado, así como la falta de seguridad, la cual ha permitido diferentes agresiones entre reos, y otros eventos irregulares.El establecimiento de privilegios y condiciones diferenciadas para reos con poder político y económico son motivo de reclamos de la población penitenciaria.
En 2021 el ministro de Gobierno Eduardo del Castillo mencionó que el penal tenía un 374% de hacinamiento.Hasta 2023 se registraron al menos 34 personas recluidas fallecidas en el interior de la prisión en diferentes circunstancias, incluidas agresiones entre reos, golpizas atribuidas a torturas policiales y suicidios que fueron cuestionados por los propios reos y los familiares de las víctimas.
Muchos de los problema denunciados en el centro penitenciario son comunes a todo el sistema boliviano, son de conocimiento de las autoridades locales, y han sido observados en reiteradas ocasiones por observadores locales e internacionales relacionados con la seguridad y con la Defensa de los Derechos Humanos.